# Epiceraticelus
Epiceraticelus is een geslacht van spinnen uit de familie hangmatspinnen (Linyphiidae).

## Soort
De volgende soort is bij het geslacht ingedeeld:
- Epiceraticelus fluvialis Crosby & Bishop, 1931